# Osteotomie
Een osteotomie is een orthopedisch chirurgische ingreep waarbij een stuk bot wordt doorgenomen. Osteotomie betekent letterlijk het doorsnijden van bot (Oudgrieks ὀστέον osteon: bot en τέμνειν temnein: snijden). Meestal wordt dit gedaan om een misvorming of verkromming te corrigeren. Ook kan door middel van een osteotomie een verkeerde belasting van een gewricht worden opgeheven. De orthopedisch chirurg kan een botzaag of een beitel gebruiken om een osteotomie uit te voeren. Soms wordt het bot volledig doorgenomen en vervolgens in een andere stand tegen elkaar gebracht, soms wordt er enkel een wig (driehoekig stuk) weggenomen.

## Toepassing
Osteotomieën kunnen bij alle pijpbeenderen worden uitgevoerd, bijvoorbeeld als er na trauma of door een ontwikkelingsstoornis een scheefstand ontstaat. Er zijn een paar specifieke aandoeningen waarbij een osteotomie een behandeling is.

### Knie

Valgiserende osteotomie. De zwarte lijn is de mechanische as, die bij het O-been door de binnenkant (mediaal) van het kniegewricht loopt. Bij de osteotomie is die as naar de buitenlant (lateraal) verplaatst.

Bij artrose van de knie (gonartose) is een osteotomie van het scheenbeen een veel voorkomende behandeling. Door de artrose wordt één deel (compartiment) van de knie vaak zwaarder belast doordat er O-benen (varusstand) of (zeldzamer) X-benen (valgusstand) ontstaan. Dit zorgt voor een vicieuze cirkel van zwaardere belasting, gevolgd door snellere slijtage, wat een verergering van de standsafwijking oplevert, wat weer leidt tot zwaardere belasting. Door een driehoekig stuk bot uit het scheenbeen te nemen, kan het been weer in normale stand komen te staan waardoor de slijtage minder snel gaat. Na het wegnemen wordt het bot met osteosynthesemateriaal vastgemaakt (met platen en schroeven). Dit wordt vaak bij relatief jonge patiënten gedaan, om de totale knievervanging door een prothese uit te stellen. Protheses hebben immers een beperkte levensduur.
Bij een grote valgusstandsafwijking (X-benen) wordt soms geen osteotomie op het scheenbeen, maar op het dijbeen uitgevoerd, om te zorgen dat de gewrichtsspeet horizontaal blijft.

### Hallux valgus (tenen)
Bij een hallux valgus wijst de grote teen richting de kleine teen. Bij deze standsafwijking kan, als conservatieve behandeling geen succes heeft, een operatie plaatsvinden. De wigosteotomieën kunnen zowel in de middenvoetsbeentjes als in de tenen zelf worden uitgevoerd.

### Pectus excavatum (borstbeen)
Pectus excavatum (of trechterborst) is een aandoening waarbij het borstbeen naar binnenstaat door vergroeiing van het intercostale kraakbeen. Met behulp van een Ravitch operatie kan vergroeid kraakbeen worden weggehaald. Tijdens deze operatie wordt er vaak gebruik gemaakt van osteotomie.

### Kaak
Bij specifieke kaakklachten kan een kaakcorrectie nodig zijn. Deze corrigeert of verbetert de positie van één of beide kaken.